# Mirror (Alberta)
Pour les articles homonymes, voir Mirror.
Mirror est un hameau situé dans la province d'Alberta, dans le centre.